# Pararge aegeria
La maculada, mariposa de los muros u ondulada (Pararge aegeria) es una especie de mariposa que se encuentra habitualmente en las lindes de muchas áreas boscosas de la región zona paleártica. La especie se subdivide en múltiples subespecies, incluyendo Pararge aegeria aegeria, Pararge aegeria tircis, Pararge aegeria oblita y Pararge aegeria insula.
La coloración de esta mariposa varía entre las distintas subespecies. La existencia de estas subespecies se debe a la variación morfológica bajo el gradiente que corresponde a un clina geográfico. La gama de coloración del fondo de las alas va del marrón al naranja, y las manchas están entre un pálido amarillo, blanco, crema y un naranja oscuro.
Esta mariposa tiene estos colores neutros y oscuros y por ello es una mariposa nocturna.
La mariposa maculada se alimenta de una variada selección de plantas herbáceas. Los machos de la especie muestran dos tipos de comportamiento local: defensa territorial y patrulla. La proporción de machos que muestran estas dos estrategias cambia según las condiciones ecológicas. La hembra monandria debe escoger qué tipo de macho puede facilitar el éxito de la reproducción. Su decisión se ve fuertemente influenciada por las condiciones ambientales.

## Taxonomía
La maculada pertenece al género Pararge, compuesto por tres especies: Pararge aegeria, Pararge xiphia, y Pararge xiphioides. La Pararge xiphioides se encuentra en las Islas Canarias, mientras que la Pararge xiphia es propia de la isla atlántica de Madeira. Los estudios moleculares sugieren que las poblaciones de Madeira están estrechamente relacionadas con las africanas, y se distinguen de las poblaciones europeas en sendas subespecies, lo que significaría que la isla de Madeira fue colonizada desde África y que la población africana tiene una larga historia de aislamiento de las poblaciones europeas.
Además, la especie Pararge aegeria comprende cuatro subespecies: Pararge aegeria aegeria, Pararge aegeria tircis, Pararge aegeria oblita, y Pararge aegeria insula. Esta variedad de subespecies da lugar a que la mariposa maculada exhiba un clina en toda su gama. Las maculadas varían morfológicamente, resultando en diferentes subespecies correspondientes a las distintas áreas geográficas que ocupan.

## Descripción
La envergadura alar media de machos y hembras es de 5,1 cm (2 pulgadas), a pesar de que los machos tienden a ser ligeramente más pequeños que las hembras. Además, los machos poseen una hilera de escamas de color marrón grisáceo que desprenden feromonas,  ausente en las hembras. Las hembras, por su parte, tienen unas marcas más destacadas y brillantes que los machos.

La subespecie Pararge aegeria tircis es marrón con manchas amarillas pálidas o de color crema, y ocelos más oscuros en la alas delanteras. La subespecie Pararge aegeria aegeria tiene un fondo más anaranjado y los ocelos del anverso de las alas posteriores son de un marrón rojizo en lugar de negro o gris oscuro. Las dos formas se integran gradualmente la una en la otra. La subespecie Pararge aegeria oblita tiene un color marrón más oscuro, a menudo acercándose al negro, con machas blancas en lugar de crema. El reverso de sus alas posteriores presenta una banda morada pálida marginal y una fila de destacadas manchas blancas. Las manchas de la subespecies Pararge aegeria insula son de un color anaranjado oscuro más que color crema. El reverso de sus alas delanteras tiene parches naranjas pálidos, y el reverso de sus alas posteriores tiene una banda teñida de morado. A pesar de que no hay variación considerable entre cada subespecie, la identificación de cada subespecie diferente es posible.

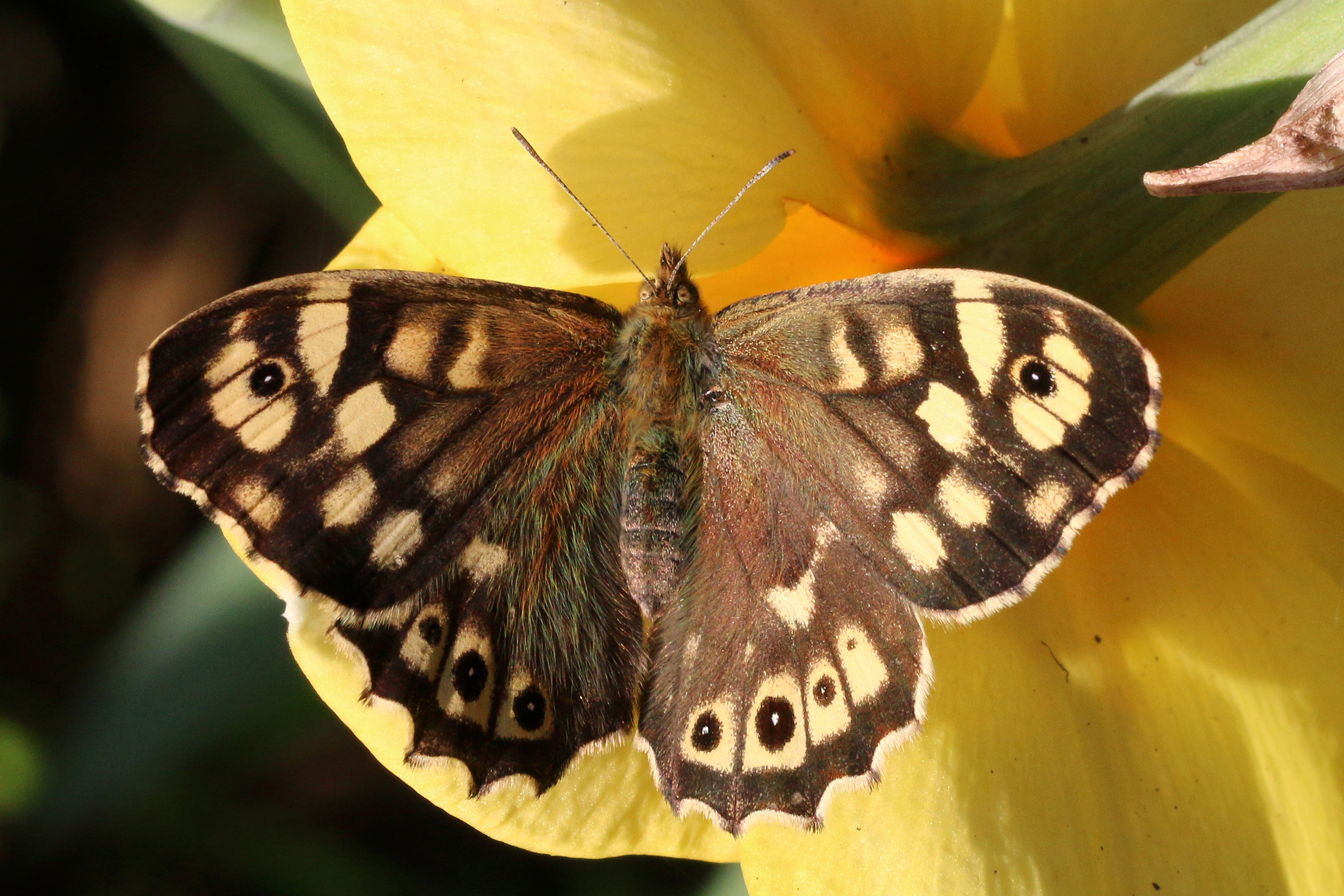
Hembra
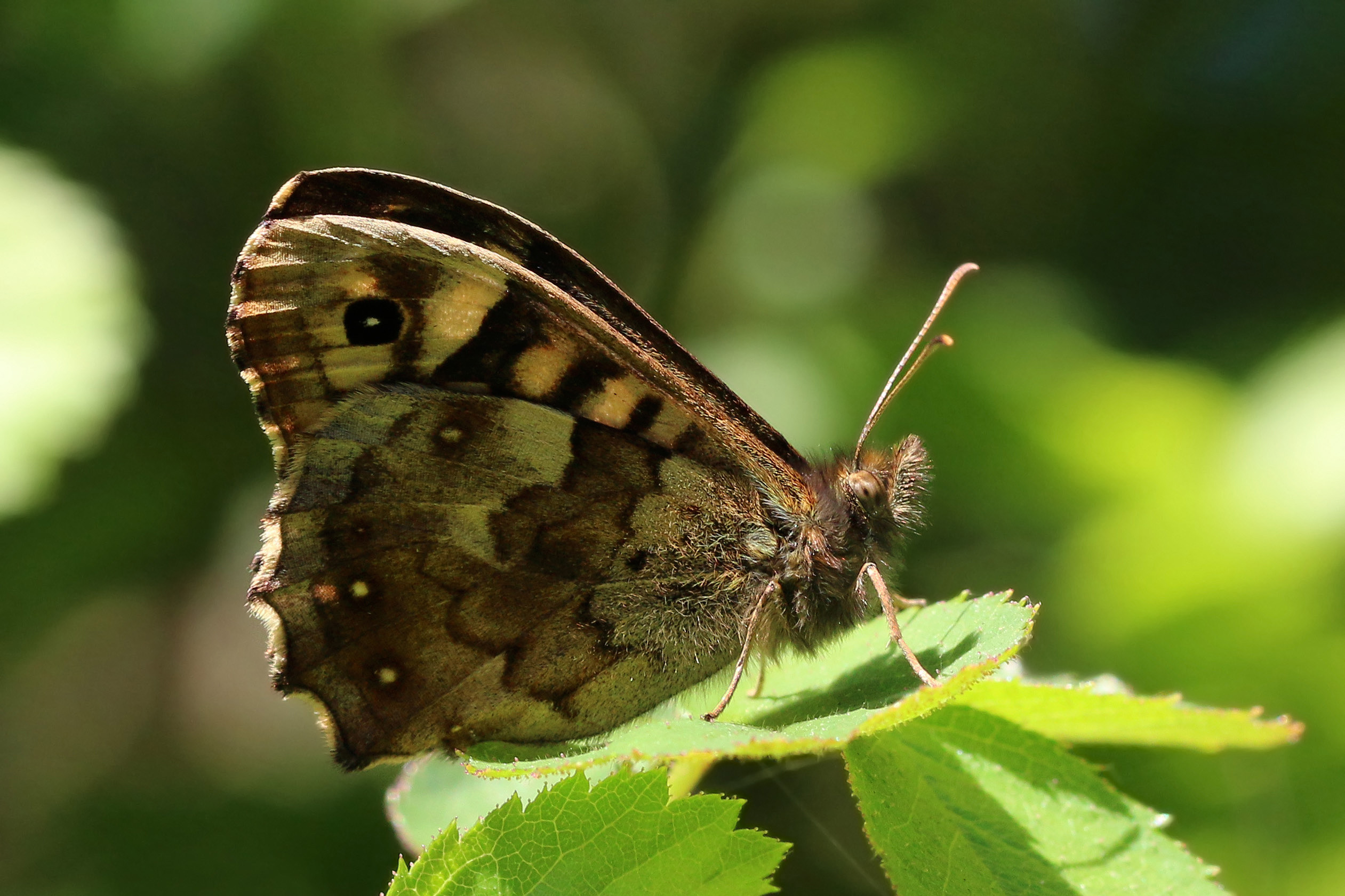
Anverso alar de una hembra
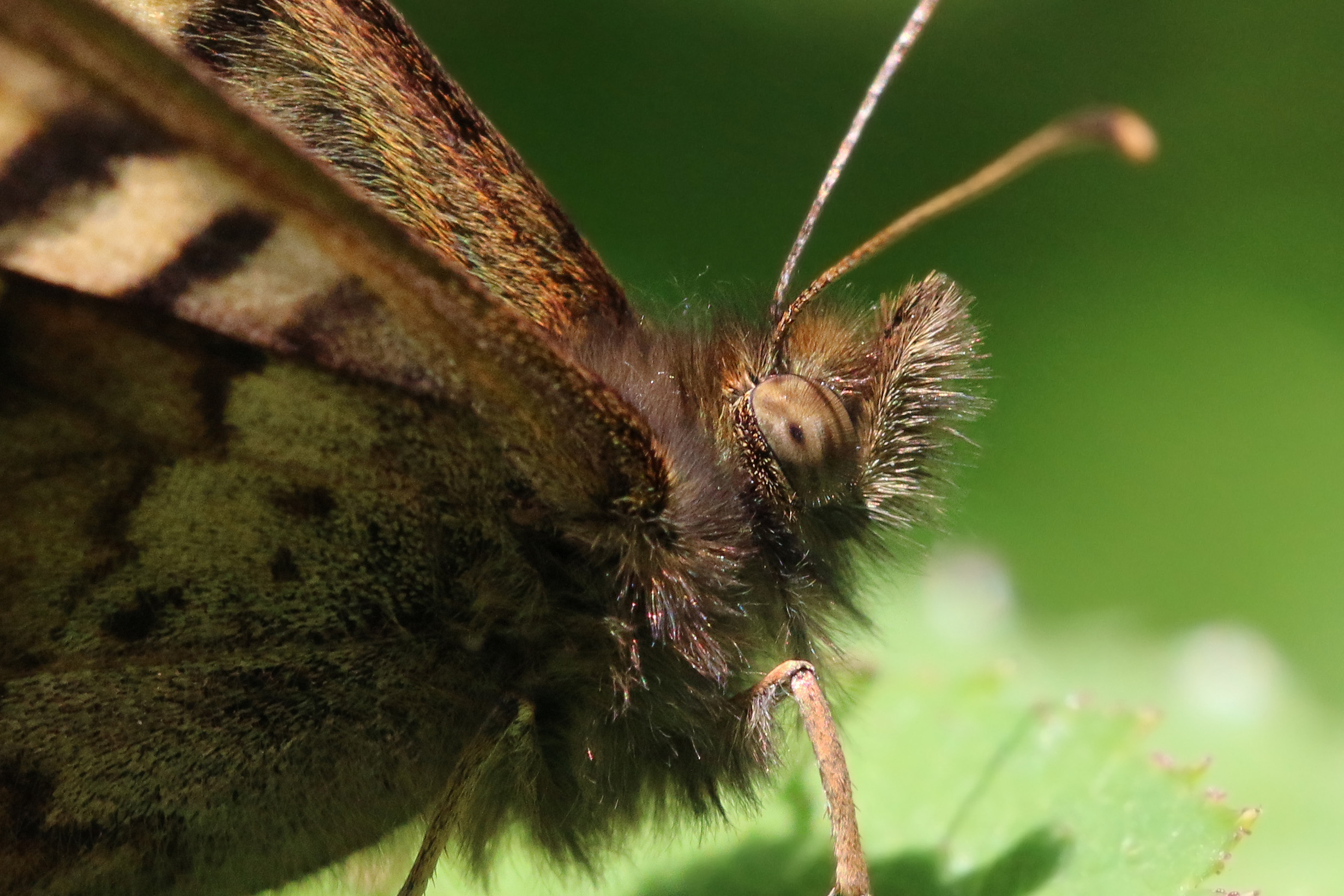
Cabeza de un ejemplar hembra
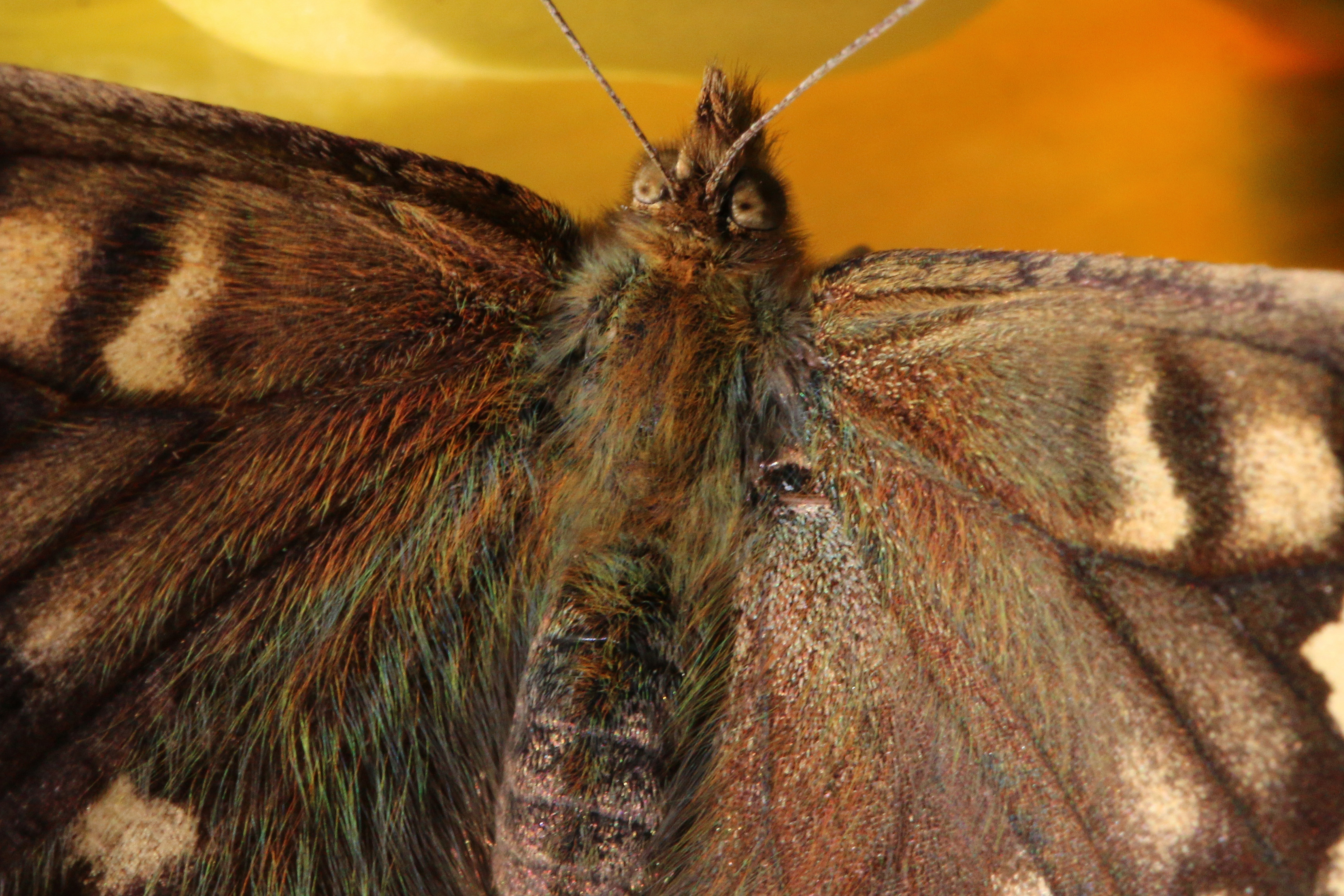
Pelos en el ala de una hembra

La morfología de esta mariposa varía en gradiente conforme su clina geográfica descendente de norte a sur. Las mariposas del norte en esta especie tienen un tamaño mayor, así como mayor masa corporal y superficie alar. Estas dimensiones de la mariposa maculada decrecen conforme nos desplazamos hacia el sur. La longitud de las alas delanteras también disminuye cuando nos desplazamos hacia el sur. Esto se debe al hecho de que las temperaturas más frescas en la parte norte del rango geográfico ocupado por esta mariposa hacen necesario para su supervivencia unas alas delanteras más grandes para realizar correctamente los procesos de termorregulación. Finalmente, las mariposas del norte son más oscuras que las del sur, con un gradiente de coloración conforme su clina geográfica.

## Hábitat y rango geográfico
La mariposa maculada ocupa una diversidad de hábitat herbáceos y de flores en bosques, estepas y claros. También se la puede encontrar en ámbitos urbanizados junto a setos o en parques urbanos, y ocasionalmente en jardines. La maculada prefiere típicamente áreas húmedas. Por lo general, se la encuentra en áreas boscosas en muchos partes de la ecozona paleoártica.

La Pararge aegeria tircis está presente en el centro y norte de Europa, Asia Menor, Siria, Rusia, y Asia Central, y la Pararge aegeria aegeria se encuentra habitualmente en el suroeste europeo y norte de África. Dos subespecies adicionales se encuentran en las islas británicas: la maculada escocesa (Pararge aegeria oblita), restringida a Escocia y sus islas circundantes, y la maculada de las Islas Sorlingas (Pararge aegeria insula), encontrada sólo en las Islas Sorlingas. Las subespecies Pararge aegeria tircis y Pararge aegeria aegeria se integran gradualmente la una en la otra.

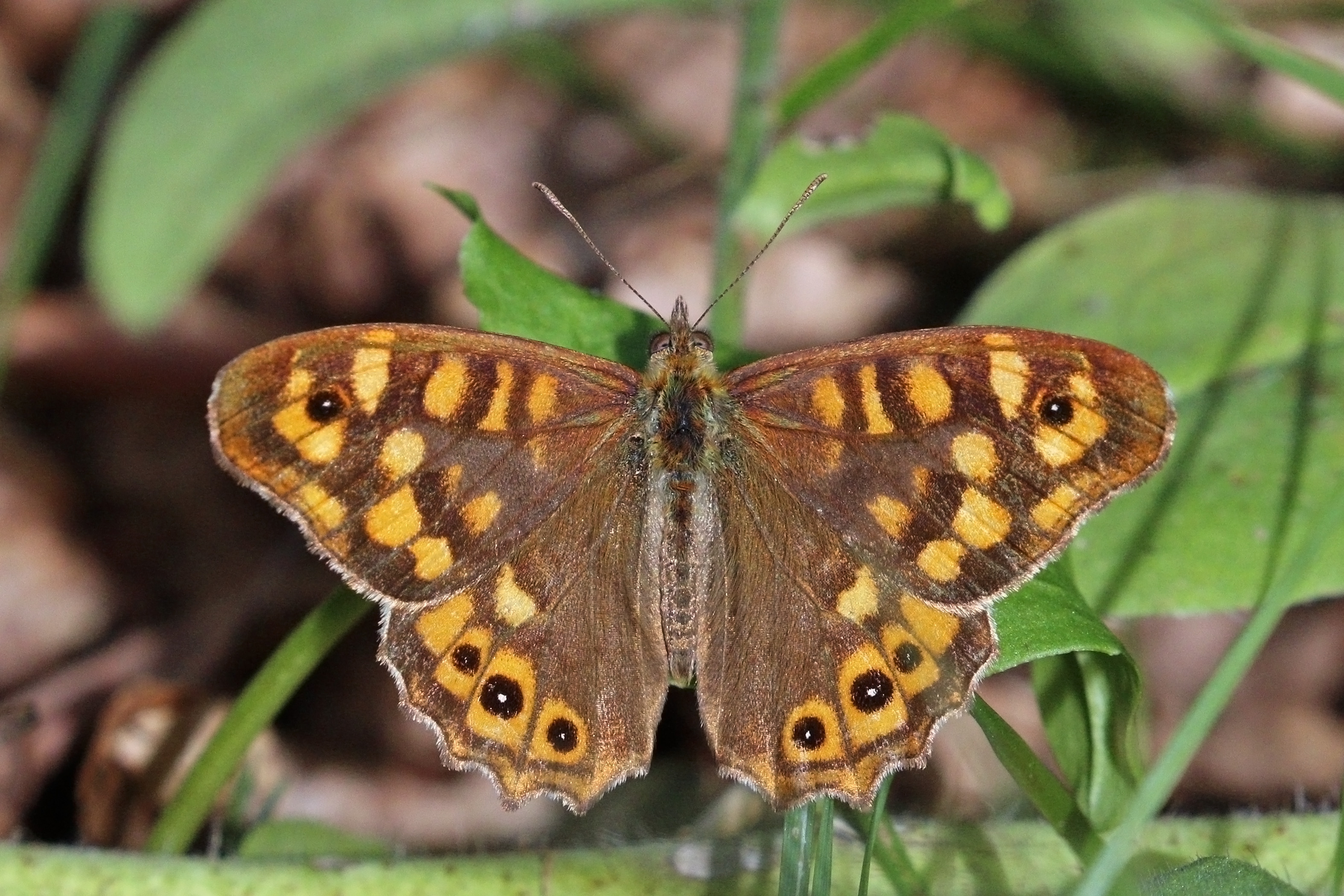
Macho de Pararge aegeria aegeria
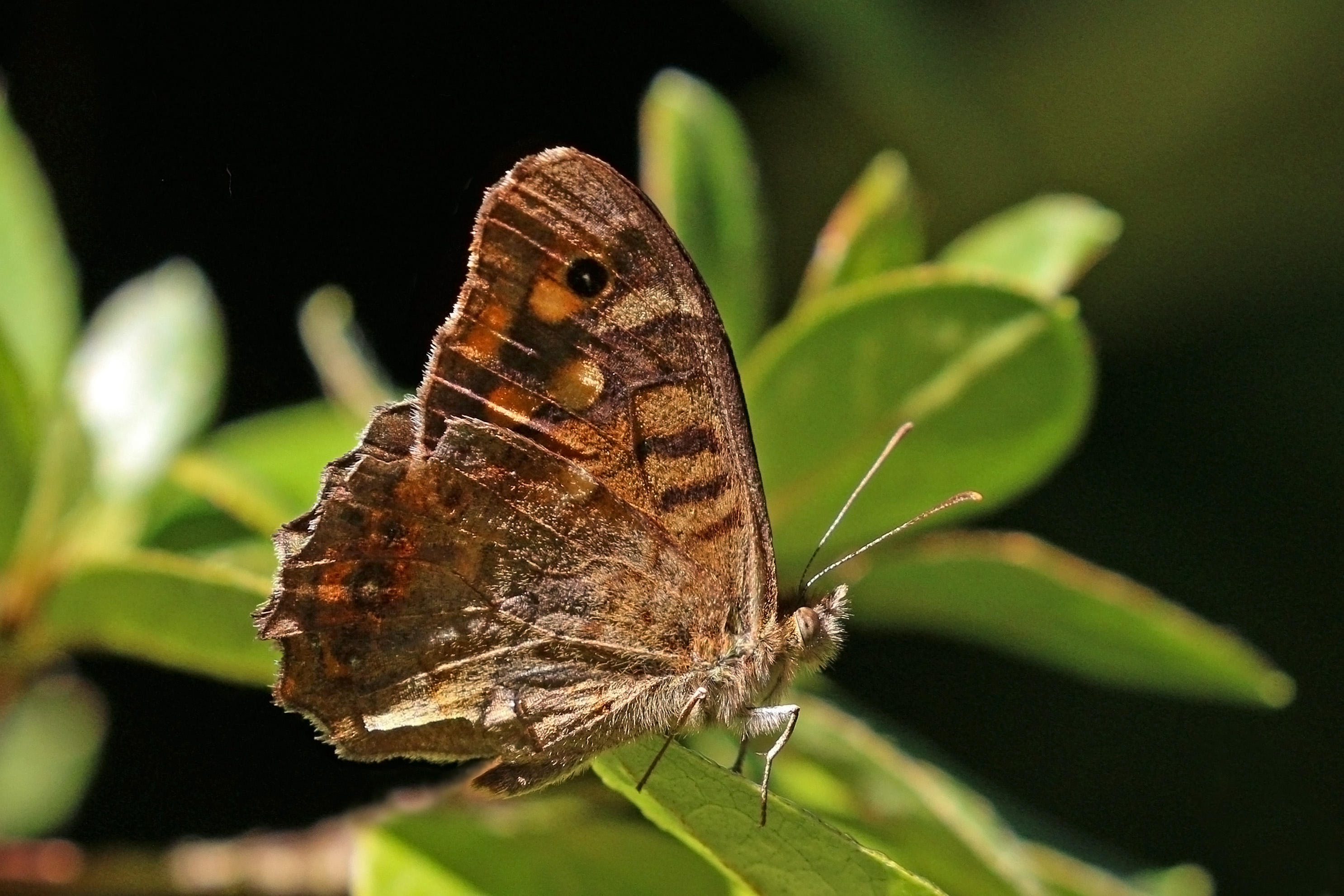
Macho de Pararge aegeria aegeria
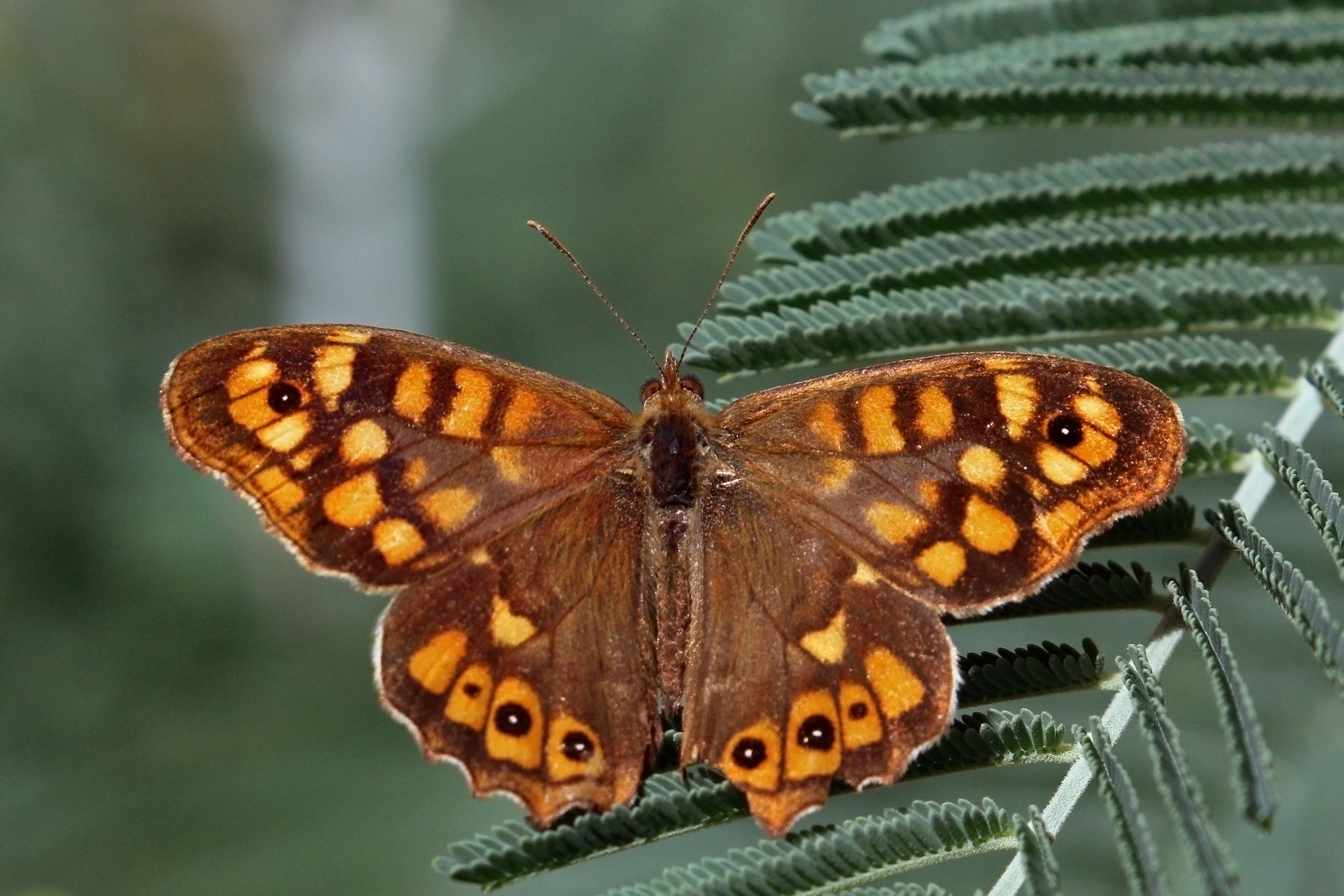
Hembra de Pararge aegeria aegeria

## Ciclo vital

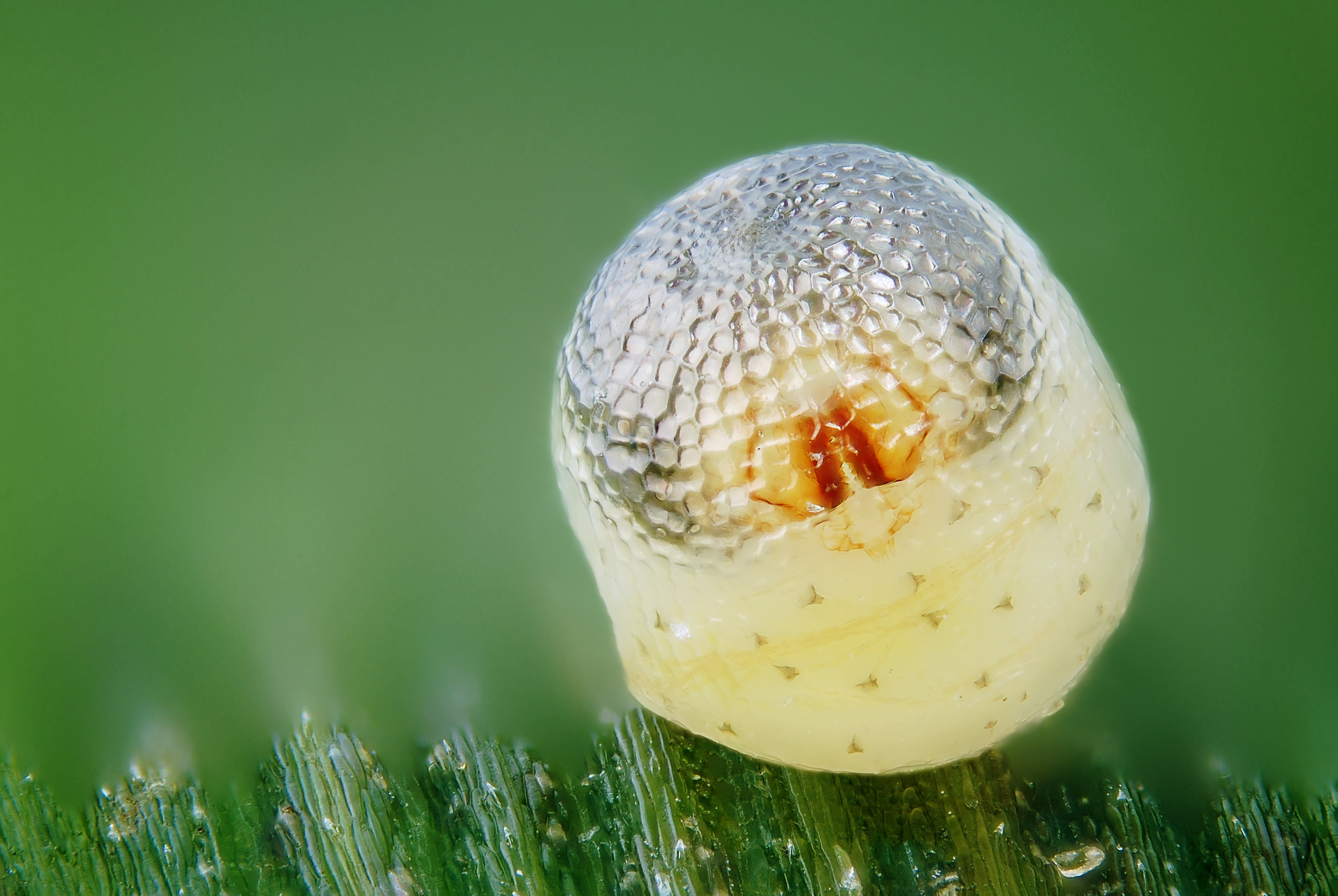
Huevo con embrión

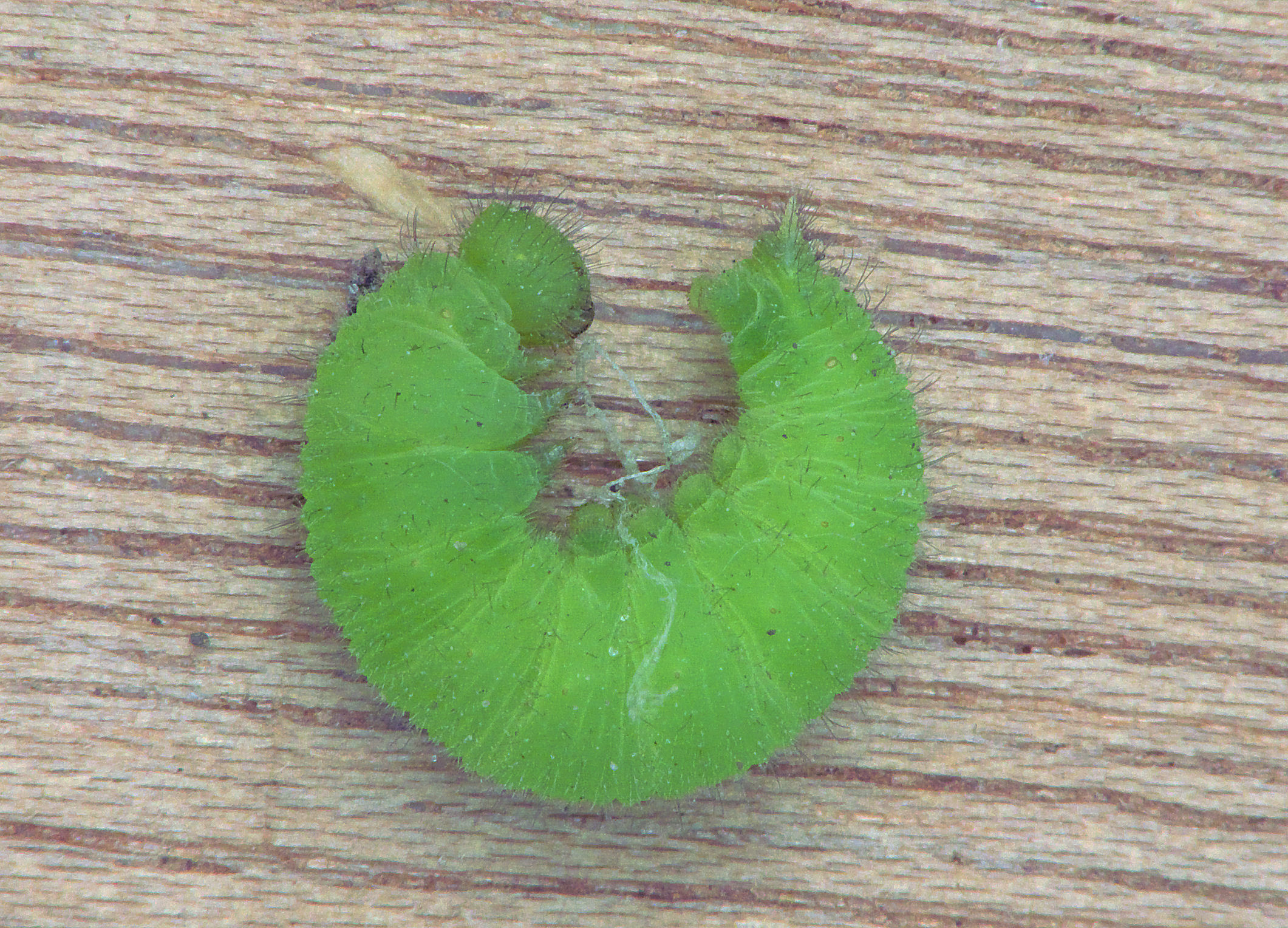
Oruga

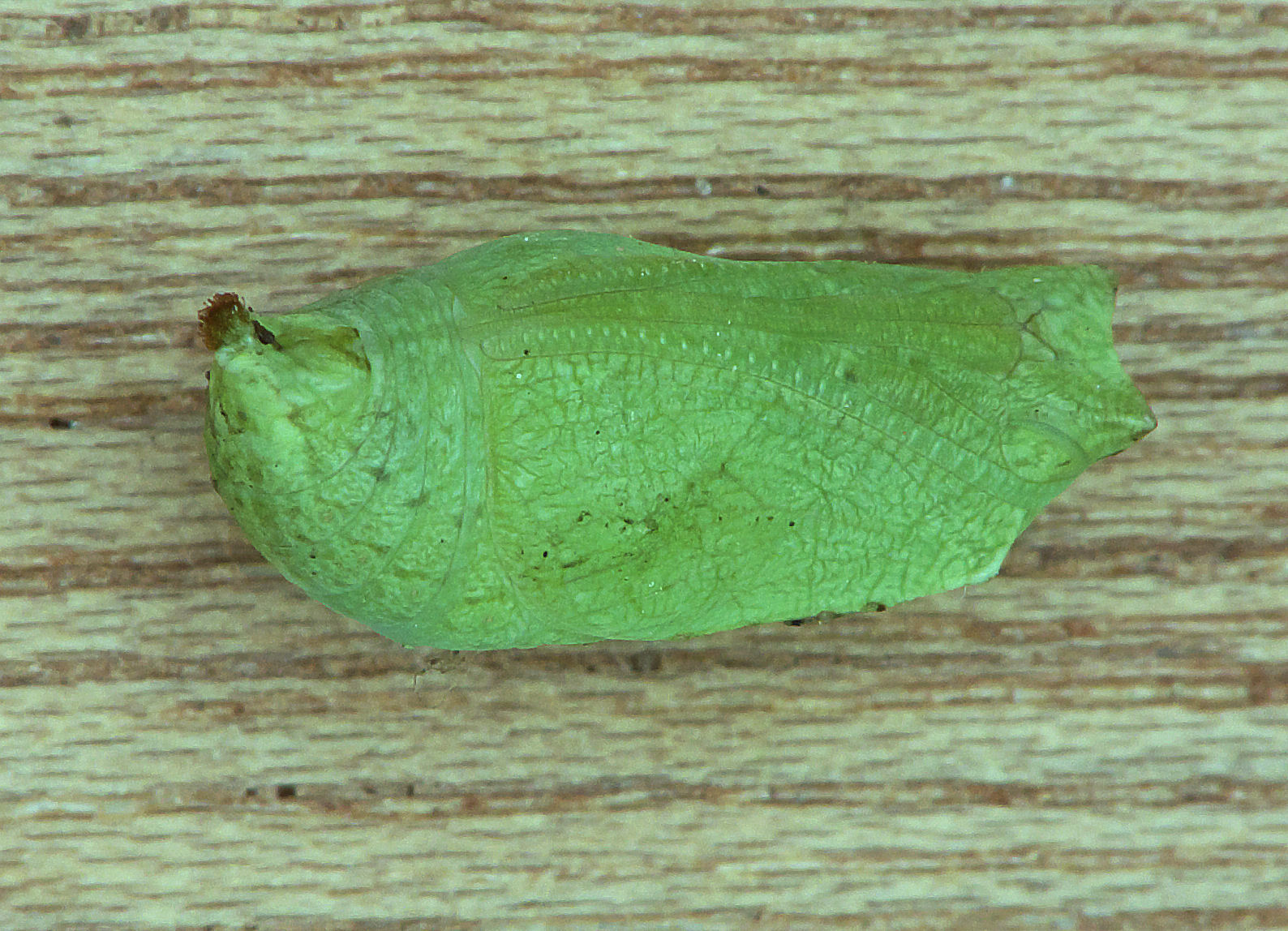
Pupa

Los huevos son depositados en una variedad de plantas herbáceas anfitrionas. La oruga es verde con una pequeña cola bifurcada, y la crisalida (pupa) es verde o marrón oscura. La especie es capaz de soportar el invierno durante dos etapas diferentes de desarrollo totalmente separadas, tanto en fase pupa como en fase de larva medio crecida. Esta ventaja le proporciona un complicado patrón de varios vuelos de adultos por año.